# Phil Neal
Philip George Neal (20 de febrer de 1951) és un antic futbolista anglès de la dècada de 1970.
Fou internacional amb la selecció d'Anglaterra amb la qual participà en la Copa del Món de futbol de 1982. Defensà els colors de Northampton Town, Liverpool FC i Bolton Wanderers FC.
Fou entrenador als clubs Bolton Wanderers, Coventry City FC, Cardiff City FC i Manchester City FC.

## Palmarès

### Jugador
Liverpool
- Football League First Division (8): 1975-76, 1976-77, 1978-79, 1979-80, 1981-82, 1982-83, 1983-84, 1985-86
- Football League Cup (4): 1980-81, 1981-82, 1982-83, 1983-84
- FA Charity Shield (5): 1976, 1977 (compartit), 1979, 1980, 1982
- Copa d'Europa de futbol (4): 1976-77, 1977-78, 1980-81, 1983-84
- Copa de la UEFA (1): 1975-76
- Supercopa d'Europa de futbol (1): 1977

### Entrenador
Bolton Wanderers
- Football League Trophy (1): 1988-89